# 兵藤和男
兵藤 和男（ひょうどう かずお、1920年1月26日 - 2012年6月23日）は、日本の洋画家。

## 来歴
1920年（大正9年）1月、横浜市中区真砂町1丁目の絹織物輸出商の家庭に兄一人・姉二人のいる末っ子として生まれる。父の和四朗は河東碧梧桐に師事した俳人、母せいは群馬県桐生の機織業者矢島家の三女であった。1923年に発生した関東大震災の後に、三渓園にほど近い中区間門町に移る。1932年、考古学を専攻する兄に代わり家業を継ぐため横浜市立横浜商業学校に入学。1933年、同校2年生在学中に、幼稚園からの同窓の堀江祐造に刺激され油絵を始める。翌年の夏休みからは市内弘明寺町にあった川村信雄の画塾に通い、主に石膏デッサンを学ぶ。1938年、商業学校を卒業し家業見習いのつもりで貿易会社に入社したが1年で退職。再び川村画塾に通い、画業に取り組んだ。1940年には義兄の紹介で東京芝浦電気で勤める傍ら、東京の有楽町にあった絵画研究所で裸婦デッサンを学ぶ。同年には第9回横浜美術展に『静物』を出品した。1941年に召集令状が届き横須賀重砲に入隊したが3か月後に召集解除となる。1942年の独立美術協会主催第12回独立展に初出品した『教会の見える風景』は入選を果たした。1945年秋、横浜大空襲で罹災した自宅の防空壕から掘り出した絵の具と、苦心して入手した亜麻仁油で大戦末期からの連作である自画像を1946年の独立展に出品する。兵藤は1947年、1948年に独立展への出品を続けたが、1949年に会期中の会場から自らの作品を外して持ち帰ると言う異例の形で独立美術協会を退会した。
1949年は、好評を聞き訪ねてきた大阪出身の画家山中春雄と兵藤が親しくなった年でもあった。同年に神奈川新聞社主催の裸体美術展に出品し、独立美術協会会員の高間惣七から高い評価を受ける。兵藤と山中は同紙の美術記者と知り合い、若手画家の同志を集めた「神奈川アンデパンダン展」開催にあたり同社にスポンサーになってくれるよう、記者を通じて依頼した。神奈川新聞社はこれに応じ、30歳前後の若手画家156名が集まった「第1回神奈川アンデパンダン展」が野毛山公園の日本貿易博覧会会場跡で1950年4月に開催された。同展は主催者との経理上の認識の違いから第2回をもって解散するが、横浜の若手美術界に与えた影響は大きかった。同展を企画したメンバーらによる美術論研究会「四月会」が結成され、再び自らの手で行動を起こそうとする動きから1954年に「全神奈川アンデパンダン展」が開催されたが、兵藤と山中は傍観的立場にとどまり直接の関与は行わなかった。
第1回神奈川アンデパンダン展が行われた1950年、美術評論家の田近憲三を通じて独立美術協会創立会員の林武を知り、私淑する。この頃から数年間は中央画壇から距離を置き、作品は暗褐色を基調とする厚塗りで描かれた。再び豊かな色彩が現れるのは1959年頃以降である。
2000年に、横浜市教育文化センター内にあった横浜市民ギャラリーで故山中春雄と合同の特別展示「兵藤和男と山中春雄」が開催される。2001年には、第50回横浜文化賞を受賞した。
2012年6月23日、老衰のため死去。享年92。

## 作風
1945年以前の作品は横浜大空襲で焼失したが、重厚な色調による徹底した写実の画風であったと伝えられている。1950年からは比較的小さなキャンバスでの静物画が中心で、暗褐色や黒・白、わずかな赤系の絵の具で厚塗りで描かれ、キャンバスが絵の具の重みでたわむものもあるほどであった。1959年頃からの作品には、再びあざやかな色彩で描かれるようになる。
兵藤は20歳と40歳、そして60歳を過ぎてからも、北方小学校の椎の木を描いた。1983年の油絵作品『樹と道』は大佛次郎記念館特任研究員の仲立ちにより、生誕100年にあたる2020年に同校に寄贈された。